# Taponnat-Fleurignac
 Taponnat-Fleurignac  es una población y comuna francesa, en la región de Poitou-Charentes, departamento de Charente, en el distrito de Angoulême y cantón de La Rochefoucauld.

## Demografía
| 883 | 890 | 1048 | 1055 | 1175 | 1190 |
| Para los censos de 1962 a 1999 la población legal corresponde a la población sin duplicidades (Fuente: INSEE [Consultar]) |     |      |      |      |      |